# Kelvänjärvi
Kelvänjärvi är en sjö i Finland. Den ligger i kommunen Lieksa i landskapet Norra Karelen, i den sydöstra delen av landet, 400 km nordost om huvudstaden Helsingfors. Kelvänjärvi ligger 96,9 meter över havet. I omgivningarna runt Kelvänjärvi växer i huvudsak blandskog. Den är 17 meter djup. Arean är 2,42 kvadratkilometer och strandlinjen är 21,4 kilometer lång. Sjön  ingår i Vuoksens huvudavrinningsområde. 